# EMiKO VOiCE
EMiKO VOiCE（エミコ ヴォイス）は、日本のジャズ・ボサノヴァ歌手。早稲田大学教育学部英語英文学科、バークリー音楽大学卒業。東京都出身。

## 経歴
5歳の時出場した八王子の「のど自慢大会」で、司会だったビートたけしから「観音様みたいな子」と言われる。
小学生時代、NHKの「東京放送児童合唱団」に所属し、「ワンツー・どん」「ふえはうたう」「うたって・ゴー」などNHK教育レギュラー出演の他、ラジオ音楽番組に多数出演。早稲田大学在学中に旅したニューヨークでジャズに目覚め、就職した会社を2年で退職し、米国バークリー音楽大学に留学する。ボストン、ニューヨークでジャズ歌手として活動し、2003年帰国。
帰国後は、神戸ジャズボーカルクィーンコンテスト 準グランプリ（2005年）、さいたま新都心ジャズボーカルコンテスト グランプリ（2007年）、吉祥寺音楽祭吉音コンテストグランプリ（2008年）受賞。ジャズピアニスト、スガダイローとの「普通の曲が普通じゃない」Phase DUOは大きな反響を呼び、2012年日本最大のジャズフェスティバルの一 つ、UENO JAZZ INNにて満場のスタンディングオベーションを浴びた。現在までに3枚のCDと1枚のライブDVDを発表している。
一方、2003年から継続する、ギタリスト助川太郎とのブラジル系音楽ユニット「メヲコラソン」では、オリジナル日本語ボサノバから、本格的な古典サンバ まで幅広く歌いこなす。7年連続ソールドアウトの、夏の「なま音ホールコンサート」は人気企画となり「邦人最高峰のブラジル音楽ユニット（by ディスクユニオン）」と称されている。
2017年7月、初のソロ名義アルバム”Carta～手紙～”を発表。ピアニスト佐藤浩一を編曲家に起用しジャズ・ブラジル・邦楽をミックスした選曲で、EMiKO VOiCEワールド構築への挑戦を開始。
2019年8月、関西在住の米人ピアニスト、フィリップ・ストレンジと共同プロデュースによる、初の正統派ジャズボーカルアルバム「Blackberry Dreams」をリリース。
2020年12月、コロナ禍で得たチャンスを機に、ピアノ弾き語りソロアルバム「PiANO VOiCE」をリリース。前作Cartaに続くジャンルを超えたEMiKO VOiCE ワールドを構築。
2022年5月、シンガーYURIEとの新ジャズコーラスユニット『Gracelily Sisters』を結成し、CD「Bella Swing」をリリース。1930年代頃の王道スウィング・ジャズをコンセプトに活動。
2022年12月、コロナ禍でライブ録音したアルバム、太田惠資vn.阿部篤志pf.との『Standard Trio』リリース。
2025年1月11日、ピアニスト柳原由佳とのブラジル＆南米音楽DUOユニット「ENYANA」の１stアルバムをリリース。
2022年7月〜2025年3月まで、FM狛江「ボッサ・ダ・コマエダージ」パーソナリティを務める。

## 作品
ENYANA(エンヤナ）EMiKO VOiCE & 柳原由佳
・ENYANA（2025年1月11日、EYM-0001、ENYANA music）
グレースリリー・シスターズ（Gracelily Sisters）
- Bella Swing（2022年5月14日、EDNA-0001、EDNA records）

EMiKO VOiCE　ソロ名義
- Carta ‐手紙‐（2017年7月16日、ZIP-0058、ZIPANGU PRODUCTS）
- PiANO VOiCE（2020年12月23日、GNM-1002、Garden Notes Music）

トレス・パッサリーニョス（Tres Passarinhos）
- Vento（2019年12月1日、TPR-002, TP records）

EMiKO VOiCE & Phillip Strange
- Blackberry Dreams（2019年8月1日、DCD257 New Truth Records）

メヲコラソン
- ボサノバレシピ（2003年11月 BWCP1020、Blow Wind Records/CME）
- カンタプラタナス（2005年11月、シュクレ）
- Hall Tone （2009年4月、Coo-Records）
- Hall Tone 2 ～アントニオカルロスジョビンをうたう～（2012年10月、Coo-Records）
- a Tempo（2016年10月、ECLC－101、エクレクティックレコード）

EMiKO VOiCEｘスガダイロー
- Phase 1（2007年1月24日、ECLC-0003、エクレティックレコード）
- Phase 2 -twist & shout-（2009年11月4日、CLFL-0003、Cool FooL）
- 上野の杜、真夏の午後のジャズ! 2012 CUTE JAZZ LIVE ! DVD（2013年5月12日、ZIPD-0044、ZIPANGU PRODUCTS）
- 上野の杜、真夏の午後のジャズ! 2012 CUTE JAZZ LIVE ! CD（2013年6月23日、ZIP-0046、ZIPANGU PRODUCTS）

Emiko Eclectic Electric Band
- エレクティックポイント（2002年、ELEC0002、BWCP1020、エクレクティックレコード）

参加作品
- TOKYO BOSSA NOVA ∼madeira∼（2005年9月23日、HRCD-031,Happiness Records）
- MOONKSTYLE（2005年10月26日、MOK-001 DiscUnion）
- TOSHIYUKI YASUDA -MONOPHONIC-ENSEMBLE-（2006年9月23日 MD0604、MEGADOLLY）
- 助川太郎　Noturuno（2009年、ECLC0004、エクレクティックレコード）
- 虹（2009年7月8日、SOWCP-200901、Songs On the Web）
- オクタビスト石塚勇　2012★ふるさと（2013年2月8日、coo0031,Coo-Records）
- 福井ともみトリオ　NEW DAWN HAS COME（2015年12月1日、THCD361）
- ムジカ・ピッコリーノ　ピッコリ―の号の冒険Ⅰ（2016年11月23日、COCP-39771 、コロンビア）
- 助川太郎GROUP with EMiKO VOiCE ~HALL TONE CONCERT~（2018年COO-060、COO Records）
- トレスパッサリーニョス Três Passarinhos Vento（2019年12月1日、TPR001、TP Records）